# Folgueras (Pravia)
Folgueras ist eines von 15 Parroquias in der Gemeinde Pravia der autonomen Region Asturien in Spanien.
 Die 178 Einwohner (2011) leben in 5 Dörfern auf einer Fläche von 7,01 km². Folgueras, der Hauptort der gleichnamigen Parroquia liegt 17 km von der Gemeindehauptstadt entfernt. 

## Dörfer und Weiler der Parroquia
- Ablanedo (Ablanéu): 13 Einwohner 2011 43° 29′ 50″ N, 6° 13′ 5″ W
- Folgueras: 54 Einwohner 2011 43° 27′ 56″ N, 6° 11′ 57″ W
- Loro (Llouru): 60 Einwohner 2011 43° 28′ 46″ N, 6° 12′ 20″ W
- Sorriba (Surriba): 8 Einwohner 2011
- Vegafriosa (Veigafriosa): 43 Einwohner 2011 43° 27′ 33″ N, 6° 11′ 52″ W